# Naufragio en el río Inambari de 2020
El naufragio en el río Inambari de 2020 ocurrió el 14 de febrero cuando una canoa que surcaba el cuerpo de agua en el área de San Gabán, al sur del Perú, colisionó contra rocas sumergidas. En la nave viajaban 43 pasajeros entre adultos y niños; el resultado fue de  17 sobrevivientes, 20 fallecidos y 6 desaparecidos.

## Desarrollo

### Tragedia
La tragedia ocurrió a orillas de la localidad de Puerto Manoa, en el peruano distrito de San Gabán, en la provincia de Carabaya, al noroeste del departamento de Puno. La canoa realizaba trabajo de transporte de pasajeros provenientes de San Pedro de Esquilaya, dicha localidad se encontraba en terreno alto del río Esquilaya que es afluyente del Inambari. La canona chocó ante rocas sumergidas en medio de remolinos, lo que provocó que los tripulantes cayeran al agua, siendo llevados por la corriente en rumbos diferentes.
Una vez enterados de la tragedia, a la búsqueda de cuerpos y sobrevivientes se sumaron comuneros y miembros de la Policía Nacional del Perú y Marina de Guerra del Perú, los sobrevivientes fueron atendidos en la posta de San Gabán, el 16 de febrero apareció el maquinista de la canoa Hugo Arocutipa, algunos cuerpos fueron incluso encontrados en territorio del departamento de Madre de Dios.

### Desaparecidos
| Desaparecidos según Diario Los Andes |
| --- |
| Desparecidos: Marina Condori Apaza (27), Claudio Carpio Aragón (62), Sergio Pibe Huamán Condori (42), Norma Cruz Aguilar (39), Wildo Quispe Calcina (24), Humberto Huaraya Mamani (16), Víctor Mamani Pacco (52) y Diego Apaza Mamani (03) |

## Investigaciones
El 4 de marzo, la Fiscalía de la Nación comunicó que investigará al conductor de la canoa Hugo Arocutipa Vilca, y a Fredy Chambi Mamani, que era guía por homicidio culposo, la fiscalía informó que el máximo número de tripulantes solo era de 25 y según testigos el motor presentaba fallas:

En todo momento, había mucho balanceo; pero, cuando se apagó el motor tras un golpe, fue el problema. Por el fuerte caudal, nos volteamos en segundos. Todo parecía un sueño. Fue rápido y triste, muchos gritaban, sobre todo las señoras que tenían hijos
Sobreviviente del naufragio.

El 11 de marzo cesaron la búsqueda de los cuerpos faltantes, entre los que se encontraban un bébe y dos adultos mayores.